# Переименованные улицы Севастополя

Карта Севастополя 1904 года

Список улиц Севастополя, переименованных в 1921 г.

Переименованные улицы и места Севастополя — список улиц и мест Севастополя, переименованных в советскую и другие эпохи. Для удобства поиска слева указаны современные названия улиц и мест, а справа — их прошлые наименования.

## Ленинский район
| Современное название         | Дата переименования | Прежние названия |
| ---------------------------- | ------------------- | --- |
| Авдеева улица                | 1935, январь        | Базарная |
| Айвазовского улица           | 1954, 22 декабря    | Молочный ряд, Молочная, Рыбная |
| Алексакиса улица             | 1938, 05 марта      | Католическая (часть улицы со второй половины XIX в.), Константиновская (с 1898 г.) |
| Батумская улица              | 1900-е гг.          | 6-я Продольная |
| Большая Морская улица        | 1946, 20 июня       | Морская (с 1786 г.), Большая Морская, Карла Маркса (с 1921 г.) |
| Бутакова улица               | 1900-е гг.          | 3-я Поперечная |
| Василия Кучера улица         | 1968, 16 апреля     | Пологий спуск (с середины XIX в.), часть Красного спуска (после 1921 г.) |
| Адмирала Владимирского улица | 1974, 06 июня       | Амурская (со второй половины XIX в.) |
| Володарского улица           | 1921, 03 января     | Капитанская, Малая Морская |
| Воронина улица               | 1934, 19 июня       | Малая Офицерская (с XIX в.), Матросская (с 03.01.1921 г. часть ул. Михайловской) |
| Галины Петровой улица        | 1954, 22 декабря    | Суворовская Кольцевая с момента возникновения в конце 30-х годов XX в. |
| Гоголя улица                 | 1921, 03 января     | Монастырская (с XIX в.), Гоголевская (с 1907 г.) |
| Годлевского улица            | 1964, 30 апреля     | 4-й Продольная (со второй половины XIX в.), В 1907 году часть этой улицы была выделена в самостоятельную и названа Георгиевской, 5 марта 1938 году переименована в ул. XX лет РККА, а 30 апреля 1964 года переименована в память капитана 1-го ранга Г. Ф. Годлевского. |
| Демидова улица               | 1975, 05 мая        | 2-я Поперечная, 1-я Поперечная (с середины XIX в.), Перелешинская (с конца XIX в.) |
| Дроздова улица               | 1921, 03 января     | Подгорная, Мичманская |
| Керченская улица             | 1938, 05 марта      | 5-я Продольная |
| Киянченко улица              | 1938, 05 марта      | 2-я Цыганская |
| Клокачева набережная         | 2002                | Пустовойтенко наб. (с 1972 г.) |
| Ковпака улица                | 1954, 22 декабря    | Херсонесская (со второй половины XIX в.) |
| Корнилова набережная         | 1946, 20 июня       | Набережная ул., Артиллерийская наб., Приморская наб., Корниловская наб. (с начала XX в.), ул. Энгельса (с 1921 г.) |
| Костомаровская улица         | 1900-е гг.          | 4-я Поперечная (со второй половины XIX в.) |
| Крымская улица               | 1938, 05 марта      | Макаровская |
| Лазарева площадь             | 1905, 17 июня       | Красная пл. (с 1932 г.), Л. Н. Толстого (с 1935 г.), пл. Нахимова (с 1954 г.), пл. Революции (с 1.09.1957 г.) |
| Ленина улица                 | 1921, 03 января     | Адмиралтейская (с 1784-го), Балаклавская дорога (с 1786-го), Екатерининская (с 1787 г.) |
| Ленина площадь               | 1957, 01 ноября     | Владимирская (с середины XX в.), Нагорная (с конца XIX в.), Победы (с 22.12.1954 г.) |
| Лермонтова улица             | 1921, 03 января     | Набережная Южной бухты (с начала XIX в.), Тотлебенская (с 1901 г.) |
| Ломоносова улица             | 1938, 05 марта      | 8-я Линия (с начала XIX в.), Казачья (с середины XIX в.), Новая (с конца XIX в.) |
| Луначарского улица           | 1921, 03 января     | Петропавловская (со второй половины XIX в.) и Еврейская (с конца XIX в.) |
| Льва Толстого улица          | 1926, 07 сентября   | Пушкинская (часть Рудольфовой слободки) |
| Марата улица                 | 1921, 03 января     | Ушакова ул. (с 1890 г.) |
| Матросский бульвар           | 1950-е гг.          | Малый (с первой половины XIX в.), Мичманский (с середины XIX в.), Военморов (с 1921 г.), Краснофлотский (с 1928 г.) |
| Матюшенко улица              | 1938, 05 марта      | Рудольфова слободка |
| Маяковского улица            | 1954, 22 декабря    | Базарная (с 1886 г.) |
| Мокроусова улица             | 1960, 01 ноября     | Адмиралтейская (с начала XIX в.), Таможенная (с 1863 г.) |
| Мичурина улица               | 1938, 05 марта      | Никольская (со второй половины XIX в.) |
| Нахимова проспект            | 1946, 20 июня       | Морская, Нахимовский проспект (с 1898 г.), Троцкого, Фрунзе (с 1928 г.) |
| Нахимова площадь             | 1957                | Екатерининская (с 1787 г.), Нахимова (с 1898 г.), Труда (с 03.01.1921), III Интернационала (с мая 1928 г.), Парадов (с 1946 г.), Ленина (с 1951 г.) |
| Нефедова улица               | 1960-е гг.          | Подгорная |
| Новороссийская улица         | 1951                | 4-я Продольная, Новороссийская, Боско |
| Одесская улица               | 1920-е гг.          | 1-я Продольная, Канавная (с конца XIX в.) |
| Адмирала Октябрьского улица  | 1969, 26 августа    | Херсонесская (с середины XIX в.), Восставших (с 03.01.1921 г.) |
| Очаковцев улица              | 1957, 19 сентября   | 2-я Продольная (с середины XIX в.), Очаковская (с начала XX в.) |
| Генерала Крейзера улица      | 1974, 06 мая        | Ростиславская (со второй половины XIX в.), Спортивная (с 05.03.1938 г.) |
| Кулакова улица               | 1976, 26 октября    | 3-я Линия (с начала XIX в.),3-я Продольная (с середины XIX в.), Азовская (с начала XX в.) |
| Людмилы Павличенко улица     | 1975, 05 мая        | Таврическая (с конца XIX в.) |
| Панаса Мирного улица         | 1954, 22 декабря    | Стрелецкая (по картам 1913 года), с 22 декабря 1954 г. носит имя украинского писателя Панаса Мирного. |
| Партизанская улица           | 1950-е гг.          | 1-я Поперечная (с начала XIX в.), Греческая (с конца XIX в.) |
| Патриса Лумумбы улица        | 1961, 15 апреля     | Почтовая (с середины XIX в.), Одесская (с конца XIX в.), Одесский переулок (с начала XX в.) |
| Генерала Петрова улица       | 1966, 18 октября    | Карантинная, Объездная (с середины XIX в.), Кази (со второй половины ХIХ в,). 18.10.1966 г объединены ул. Константина (с 10.07.1935 г.) и ул. Парковая (с начала 50-х годов XX в.) — получилась ул. ген. Петрова                                                        |
| Пионерская улица             | 1954, 22 декабря    | Приютинская (по картам 1913 года). |
| Пожарова улица               | 1957, 19 октября    | Кладбищенское шоссе (с начала XIX в.), Загородный проспект (с 1927 г.) |
| Попова улица                 | 1954, 29 декабря    | 5-я Линия, 5-я Продольная, Байдарская, Матросская (с 1.09.1938 г.) |
| Пушкина улица                | 1960-е гг.          | Южная наб. (с XIX в.), ул. Пушкинская (с 1890 г.) |
| Революции 1905 года улица    | 1954, 22 декабря    | Скрыдловская (до 05.03.1938 г.) — по имени вице-адмирала Н. И. Скрыдлова, 1905 года (с 05.03.1938 до 22.12.1954) |
| Рябова улица                 | 1937 (апрель)       | 6-я Линия (с середины XIX в.), 6-я Продольная (с конца XIX в.), Солдатская (начало XX в.) |
| Сенявина улица               | 1963, 17 августа    | Базарная площадь (со второй половины XIX в.), Рыночная (с 1954 г.) |
| Сергеева-Ценского улица      | 1954, 20 декабря    | Берсеневская (со второй половины XIX в.), им. 17-го Ноября (с 1925 г.) |
| Сильникова спуск             | 1961, 22 июля       | Петропавловский спуск (с середины XIX в.), Школьный спуск (с 05.03.1938 г.) |
| Синопская улица              | 1950-е гг.          | Таврическая. |
| Свердлова улица              | 1938, 05 марта      | Владимирская (с конца XIX в.) |
| Советская улица              | 1921, 03 января     | Чесменская (со второй половины XIX в.) |
| Суворова площадь             | 1983                | Пушкина А. С. (с 1952 г.) |
| Суворова улица               | 1950, 18 мая        | Соборная (с середины XIX в.), Пролетарская (с 1921 г.) |
| Терещенко улица              | 1961, 21 июля       | Садовая (с 1909 г.),Чкалова (с конца 1930-х годов) |
| Ушакова площадь              | 1954, 15 октября    | Фонтанная (с начала XIX в.), Театральная (с 1842 г.), Новосильского (с 1885 г.), Коммуны (с 1921 г.) |
| Фрунзе улица                 | 1954, 12 декабря    | Адмиральская (со второй половины XIX в.), Красноармейская (с 1921 г.) |
| Фурманова улица              | 1938, 05 марта      | 1-я Кривая |
| Частника улица               | 1937 (апрель)       | Новослободская (с начала XIX в.), Нагорная (с серединыXIX в.), Наваринская (с конца XIX в.) |
| Шестакова спуск              | 1921, 03 января     | Хрулёвский спуск |
| Шмидта улица                 | 1921, 03 января     | Театральная (с 1845 г.), Католическая (с начала XIX в.) |
| Щербака улица                | 1934, 20 января     | 7-я Продольная, Артиллерийская |
| Щорса улица                  | 1937, 13 октября    | Качельная площадь (с 1855 г.), Наваринская площадь (с 1907 г.) |

## Нахимовский район
| Современное название      | Дата переименования        | Прежние названия |
| ------------------------- | -------------------------- | --- |
| Белостокская улица        | 1905                       | Малахова |
| Рабочая улица             | 1921                       | Ополченская |
| Карла Либкнехта улица     | 1921, 03 января            | Новая (конец XIX в.), Николаевская (с начала XX в.) : |
| Лунина, улица             | 26 августа 1969            | Северная часть ул. К. Либкнехта от перекрёстка с Рабочей в память Н. А. Лунина . |
| Делегатская улица         |                            | Делагардовская |
| Дзержинского улица        | 1928, 23 февраля           | Аптекарская (первая половина XIX в.), Александра Невского (с начала XX в.), |
| Николая Островского улица | 1938, 05 марта             | Михайловская |
| Перекопская улица         | 1938, 05 марта             | Алексеевская |
| Папанина улица            | 1938, 06 марта             | Аполлонова (с начала XX в.) |
| Багрия улица              | 1951, 17 апреля            | Главная |
| Ревякина площадь          | 1951                       | площадь Лабораторная |
| Ластовая площадь          | 1954                       | Митрофановская, Профинтерна (с 06.09.1929 г.) |
| Аллы Оношко улица         | 1954, 22 декабря           | Нижне-Кряжева |
| Бакуниной улица           | 1954, 22 декабря           | 6-й Поперечная |
| Белозерская улица         | 1954, 22 декабря           | 2-я Новая |
| Ревякина улица            | 1957, 17 апреля            | Лабораторная ул. |
| Чесменская улица          | 1968, 16 апреля            | Комсомольская балка (с конца 20-х годов XX в.) |
| Надеждинцев улица         | 1968, 19 ноября            | 1-я Линия (конец XIX в.), Ластовая (с начала XX в.) |
| Михаила Дзигунского улица | 1969, 06 мая               | Доковая |
| Генерала Родионова улица  | 1969, 06 мая               | Забалканская (с начала XX в.) |
| Николая Лунина улица      | 1969, 26 августа           | Николаевская (часть), К. Либкнехта (часть), ул. 9-го Января, Никонова |
| Константина Гармаша улица | 1975, 05 мая               | Черниговская (часть — ул. Р. Люксембург) |
| Захарова площадь          | 1975, 05 мая               | Шмидта О. Ю. площадь (с 04.11.1934 г.), Северная площадь (с 22.12.1954 г.) |
| Загордянского, улица      | 26 октября 1976            | Улица Радио, была переименована в память участника обороны Севастополя К. И. Загордянского. |
| Героев Севастополя улица  | 1958 — часть, 1968 — часть | Малаховый проспект (с XIX в. по 3.01.1921 г.), 25-го Октября (с 03.01.1921 г. по 22. 12. 1954 г.), Малаховый проспект (с 22. 12. 1954 г. по 02.1958 г.) Корабельный спуск (с XIX в. по 16.04.1968 г.) |

## Гагаринский район
| Современное название | Дата переименования | Прежние названия                                               |
| -------------------- | ------------------- | -------------------------------------------------------------- |
| Меньшикова улица     | 1961, 31 октября    | 1-я Поперечная, с 22.12.1954 была переименована в ул. Назукина |

## Балаклавский район
| Современное название | Дата переименования | Прежние названия |
| -------------------- | ------------------- | --- |
| Набережная Назукина  | 1957                | Набережная или Набережная Балаклавы после постройки с конца XIX века, в 1957 году была переименована в На́бережную Назу́кина в честь матроса-подводника И. А. Назукина (1892—1920), который в 1917 году возглавил Революционный комитет, позже Балаклавский совет, в период немецкой оккупации 1918 года руководил большевистским подпольем. |
| Драпушко, улица      | 1988                | Квартальная, переименована в честь героя обороны Севастополя капитана М. С. Драпушко |
| Калича, улица        | 1957, 19 октября    | Советская с 1920-х, в 1957 после включения Балаклавского района в черту города Севастополя, в связи с тем, что названия улиц в Севастополе и Балаклаве дублировались, улицы Советскую и Дзержинского в Балаклаве переименована в память революционера А. И. Калича                                                                         |
| Сильникова, улица    | неизвестно          | Ранее Школьный спуск, переименована в память подпольщика П .Д. Сильникова |